# Guram Samushia
Guram Samushia (in georgiano გურამ სამუშია?; 5 settembre 1994) è un calciatore georgiano, centrocampista dell'Odishi Zugdidi.

## Carriera
Nella stagione 2010-2011 ha collezionato 11 presenze in massima serie con la maglia del Baia Zugdidi. L'anno seguente, dopo aver segnato un gol in 13 partite di campionato ed un gol in 5 partite nella Coppa di Georgia, passa allo Zest'aponi, con cui gioca 6 partite di campionato senza segnare.

## Palmarès

### Club

#### Competizioni nazionali
- Campionato georgiano: 1

Zest'aponi: 2011-2012
- Supercoppa di Georgia: 1

Samt'redia: 2017